# تارین موات
تارین لی موات (متولد ۱۲ سپتامبر ۱۹۸۶) یک آمریکایی، دانشجوی برگزیده سراسر آمریکا، راست دست، بازیکن بازنشسته سافت‌بال است. موات مربی فعلی می‌سی‌سی‌پی است. او در مسابقات سافت‌بال دانشجویی در آریزونا بازی کرد و به آنها کمک کرد تا در سال‌های ۲۰۰۶ و ۲۰۰۷ برنده سری مسابقات جهانی زنان دانشجو شوند. از سال ۲۰۰۸ تا ۲۰۱۳، موات به صورت حرفه‌ای در مسابقات ملی حرفه‌ای فست‌پیچ بازی کرد که در پیش‌نویس ان‌پی‌اف سال ۲۰۰۸ توسط واشینگتن گلوری انتخاب شد. او در رده‌بندی‌های مختلفی برای تیم گربه‌های وحشی رتبه‌بندی می‌شود و رکوردهای سری مسابقات جهانی زنان دانشجو را در اختیار دارد.

## دانشگاه
موات در سال ۲۰۰۴ از دبیرستان سانتیاگو در کورونا، کالیفرنیا فارغ‌التحصیل شد.
به عنوان دانشجوی سال اول دانشگاه آریزونا در سال ۲۰۰۵، موات کار خود را با نتیجه ۷–۰ در بازی‌های محدود برای تیم سافت بال گربه‌های وحشی آریزونا آغاز کرد. او در ۴ فوریه در مقابل کانزاس جیهاوکس اولین بازی خود را آغاز کرد و با زدن ۵ نوبت و زدن چهار ضربه به پیروزی رسید. میشیگان ولورینز تنها باخت آن سال را در ۲۱ مارس ۲۰۰۵ به او تحویل داد.
موات به عنوان دانشجوی سال دومی بهترین‌های فردی خود را در ای‌آرای، دابلیواچ‌آِ‌پی و نسبت ضربه (۱۰٫۷) نشان داد. او ۳ بدون ضربه زد و یک بازی عالی بود. در ۲۶ فوریه ۲۰۰۶، موات ۱۸ نفر از عقاب‌های طلایی فناوری تنسی را شکست داد تا بهترین ضربه‌های حرفه‌ای خود را در مسابقات تنظیم کند. مجموع او را برای چهارمین مجموع بهترین بازی‌های ۷ نوبت در اتحادیه ملی ورزش دانشگاهی برابر کرد.
موات اولین بازیکن بدون ضربه خود را در ۱۶ مارس ۲۰۰۶ در مقابل تیم شورشیان یوان‌ال‌وی پرتاب کرد. دو روز بعد، موات در یک بازی عالی ۹–۰ در ۵ نوبت، ۱۳ ضربه، در برابر کال استیت نورتریج ماتادورز، بهتر عمل کرد. در مجموع این هشتمین بازی عالی برای گربه‌های وحشی بود و او تنها سومین پرتاب کننده ای بود که این شاهکار را به انجام رساند. موات برای یک هومر سه ران برای بهترین بازی خود در آربی‌آی‌های آنجلیکا سلدن از تیم خرس‌های یوسی‌ال‌ای در ۹ آوریل متصل شد. در ۲۲ آوریل، کریستینا تورسون از خرس‌های طلایی کالیفرنیا در ۲۲ آوریل ۳۸ ضربه زدند که سومین بهترین (در حال حاضر هفتمین) تمام دوران در اتحادیه ملی ورزش دانشگاهی بود. گربه‌های وحشی در ۱۳ نوبت ۴–۲ پیروز شدند. موات یک ۴/۴ عالی در صفحه برای بهترین موفقیت‌های حرفه‌ای دیگر در مسابقات سوپر رجینال در مقابل تیم ببرهای ال‌اس‌یو کسب کرد.
موات سومین بازی خانگی خود را در بازی اول انجام داد و در فینال سری مسابقات قهرمانی ملی سری مسابقات جهانی زنان دانشجو در سال ۲۰۰۶ در برابر تیم گربه‌های وحشی شمال غرب، دو ضربه داشت. موات در سریال نزدیک به ۰٫۴۰۰ و برای فصل ۰٫۲۹۰ خواهد بود. پس از کسب هفتمین عنوان قهرمانی آریزونا، موات به تیم همه مسابقات دابلیوسی‌دابلواس انتخاب شد.
دوران تحصیلی موات در دانشگاه با فصل جوانی‌اش مشخص شد، جایی که او ۳ بازیکن بدون ضربه زد، مساوی کرد، شکست و رکوردهای مدرسه و کنفرانس همایش پاسیفیک-۱۲ را با بردها و ضربات خود ثبت کرد. موات همچنین در همایش پاسیفیک-۱۲ و دومین تیم برگزیده آل-آمریکا تقدیر شد.
او برای ۶۰ نوبت، ۷۶ ضربه زدن، ۴ بازی کلین شیت در سری مسابقات جهانی زنان دانشجو در سال ۲۰۰۷، به تیم تمام تورنمنت‌ها معرفی شد و در تلاش پیروزمندانه خود برای عنوان ملی، جایزه «برترین بازیکن» را به دست آورد. او همچنین رکوردهای جدید دابلیوسی‌دابلیواس را برای برد (۶) و ضربات متعدد به نام خود ثبت کرد، دومی قبلاً در اختیار هم تیمی سابق و سپس دستیار مربی آلیسیا هالوول بود. بعداً در همان سال موات دو جایزه سالیانه دستاوردهای برتر در ورزش را نیز برد. بهترین ورزشکار زن و بهترین ورزشکار زن دانشجو.
در فصل ارشد خود، موات رکورد تک‌بازی هالوول را در آریزونا به دست آورد و در ۱ مارس ۲۰۰۸ در برابر تیم ویرجینیا تک‌هوکیز، بهترین ۲۰ ضربه‌زن را به دست آورد. در همان بازی، موات و آنجلا تینچر یک رکورد جدید ان‌سی‌ای‌ای بخش یکم را برای ضربات ترکیبی با ۴۱ ثبت کردند و اکنون در رتبه ۵ برتر تاریخ قرار دارند. او در ۲۰ مارس در یک پیروزی در مقابل تیم هیولاهای آبی دانشگاه دوپال، هزارمین اعتصاب حرفه‌ای خود را به دست آورد. از تاریخ ۳ می، موات دو رگولاتوری حرفه‌ای را با پیروزی مقابل واشینگتن هاسکی برای ۲۷٫۰ نوبت بدون گل متوالی و ۹ برد متوالی آغاز کرد. نوبت‌های بدون امتیاز توسط کاردینال استنفورد زمانی که آنها با یک دویدن در ۱۰ می پیش رفتند، شکسته شد برای آن خط، موات در هر چهار بازی کامل پیروز شد و ۴۹ بازی را زد، در حالی که اجازه ۶ ضربه و ۸ راه رفتن را برای دابلیواچ‌آِ‌پی ۰٫۵۲ داد. در تاریخ ۲۳ مه، تیم اوکلاهما سونرز در مسابقات سوپر رجینال پیروز شد برای این رگه، موات ۵۶٫۰ نوبت پرتاب کرد، که اجازه ۲۲ ضربه، ۱۰ راه رفتن و ۲ دوش به دست آمده را برای ۰٫۲۵ ای‌آرای و ۰٫۵۷ دابلیواچ‌آِ‌پی داد، در حالی که ۹۱ ضربه را باد کرد. روز بعد گربه وحشی هشتمین پرتاب کننده در مدرسه شد که ۱۰۰ بازی را برد.
پس از حضور در دابلیوسی‌دابلواس در سال ۲۰۰۸، موات به کار خود با ۱۲۶۷ ضربه به پایان رسید، که هنوز هم دومین بهترین برای گربه‌های وحشی، ششمین در همایش پاسیفیک-۱۲ نام‌گذاری شده و در بین ۳۰ رتبه برتر رده‌بندی ان‌سی‌ای‌ای بخش یکم تمام دوران. نسبت ضربات ۱۰٫۱ او هنوز به ترتیب دوم، پنجم و بیست و یکمین تاریخ است.

## حرفه‌ای
موات در اولین دور مسابقات ملی حرفه‌ای فست‌پیچ پیش نویس شد و در مجموع توسط تیم منحل شده واشینگتن گلوری در رده ششم قرار گرفت.
موات اولین بازی حرفه‌ای خود را با این باشگاه در ۱۱ ژوئن ۲۰۰۸ در برابر آکرون ریسرز انجام داد. او در پیروزی ۷–۲ توسط گلوری ۲ نوبت به صورت تسکین داد. او اولین برد حرفه‌ای خود را در ۲۷ ژوئیه در برابر فیلادلفیا فورس به ثبت رساند و یک بازی کامل انجام داد و اجازه ۳ ضربه، ۱ دویدن، ۳ راه رفتن و ۷ ضربه زدن را داد.
واشینگتن گلوری به مسابقات قهرمانی جام کاولز راه یافت اما در ۲۴ اوت ۲۰۰۸ به شیکاگو باندیتز باخت. موات زمین بازی نکرد.